# Heinrich Fath
Heinrich Fath (Koloszvar, 9. svibnja 1863. – Beč, 13. veljače 1929.) je bio austrougarski general i vojni zapovjednik. Tijekom Prvog svjetskog rata zapovijedao je Korpusom Fath i XXII. korpusom na Istočnom bojištu.

## Vojna karijera
Heinrich Fath rođen je 9. svibnja 1863. u Koloszvaru. Sin je Rudolfa Fatha, inače bojnika i vojnog suca. Fath je gimnaziju pohađao u Temišvaru, nakon čega od 1876. pohađa kadetsku školu u istom gradu. U vojsku stupa u ožujku 1880. služeći najprije u 29., a od kolovoza 1880. u 38. pješačkoj pukovniji. Od rujna 1882. nalazi se na službi u 86. pješačkoj pukovniji smještenoj u Budimpešti, dok od 1884. pohađa Ratnu akademiju u Beču. Istu završava 1886. godine nakon čega je u listopadu raspoređen na službu u stožer 49. pješačke brigade. Te iste godine, u studenom, dobiva čin poručnika. Od veljače 1889. nalazi se na službi u 2. pješačkoj diviziji, da bi u svibnju te iste godine bio promaknut u čin satnika. U rujnu 1890. postaje predavačem na Terezijanskoj vojnoj akademiji u Bečkom Novom Mjestu na kojoj dužnosti se nalazi iduće četiri godine, do studenog 1894., kada postaje zapovjednikom satnije u 76. pješačkoj pukovniji sa sjedištem u Sopronu. U studenom 1895. imenovan je načelnikom stožera 14. pješačke divizije sa sjedištem u Bratislavi uz istodobno promaknuće u čin bojnika. Na mjestu načelnika stožera 14. pješačke divizije nalazi se iduće četiri godine, do listopada 1899., kada postaje zapovjednikom 2. bojne 19. pješačke pukovnije u Gyoru.
U siječnju 1901. postaje zapovjednikom 3. bojne 12. pješačke pukovnije koja se nalazila u Trebinju., Istodobno s tim imenovanjem promaknut je u čin pukovnika. Na navedenoj dužnosti nalazi se do studenog 1902. kada je imenovan zapovjednikom 28. pješačke pukovnije smještene u Budweisu. U rujnu 1907. postaje zapovjednikom 60. pješačke brigade u Lembergu, dok je u svibnju iduće, 1905. godine, unaprijeđen u čin general bojnika. Godine 1909., u rujnu, imenovan je zapovjednikom 12. pješačke brigade sa sjedištem u Klagenfurtu, da bi u siječnju 1911. postao zapovjednikom 33. pješačke divizije smještene u Komoranu. Istodobno s tim imenovanjem promaknut je u čin podmaršala. U travnju 1913. raspoređen je na službu u sjedište II. korpusa u Beču na kojem mjestu dočekuje i početak Prvog svjetskog rata.

## Prvi svjetski rat
Na početku Prvog svjetskog rata Fath je imenovan vojnim guvernerom Beča. U kolovozu 1915. dobiva počasni čin generala pješaštva, dok je u studenom 1915. imenovan zapovjednikom korpusa koji je nazvan Korpus Fath. Navedeni korpus držao je položaje u Voliniji, te se nalazio u sastavu Grupe armije Linsingen na Istočnom bojištu. U svibnju 1916. promaknut je u čin generala pješaštva, te dobiva plemićku titulu. U ljeto 1916. sudjeluje u zaustavljanju Brusilovljeve ofenzive, nakon čega je u listopadu te iste godine Korpus Fath je preimenovan u XXII. korpus. Pod tim imenom Fath korpusom zapovijeda do studenog kada ga na mjestu zapovjednika zamjenjuje Rudolf Krauss. Fath je stavljen na raspolaganje, te do kraja rata nije dobio novo zapovjedništvo.

## Poslije rata
Nakon završetka rata Fath je s 1. siječnjem 1919. umirovljen. Preminuo je 13. veljače 1929. godine u 66. godini života u Beču. Pokopan je na bečkom groblju Zentralfriedhof. 

## Vanjske poveznice
(eng.) Heinrich Fath na stranici Field commanders of Austria-Hungary

(češ.) Heinrich Fath na stranici Valka.cz

(njem.) Heinrich Fath na stranici Weltkriege.at